# Городиславка
Городиславка — река в России, протекает в Городецком районе Нижегородской области. Устье реки находится в 27 км по левому берегу реки Узола. Длина реки составляет 12 км.
Исток реки находится в лесу восточнее деревни Лесная в 18 км к северо-востоку от Городца. Река течёт на запад, протекает деревни Лесная, Тесовая, Малинки, Никольское, Лебедево, Тренино, Абрамиха. Впадает в Узолу у посёлка Узольский.

## Данные водного реестра
По данным государственного водного реестра России относится к Верхневолжскому бассейновому округу, водохозяйственный участок реки — Волга от Горьковского гидроузла и до устья реки Ока, речной подбассейн реки — Волга ниже Рыбинского водохранилища до впадения Оки. Речной бассейн реки — (Верхняя) Волга до Куйбышевского водохранилища (без бассейна Оки).
Код объекта в государственном водном реестре — 08010300512110000017329.